# Alessandro Mendini
Alessandro Mendini (Milano, 16 agosto 1931 – Milano, 18 febbraio 2019) è stato un architetto, designer e artista italiano.

## Biografia
Era il figlio di Vincenzo Mendini e Fulvia Di Stefano.
Laureatosi in Architettura al Politecnico di Milano nel 1959, iniziò la sua carriera nello studio del designer Marcello Nizzoli. Dalla fine degli anni settanta fu tra i rinnovatori del design italiano, sia come intellettuale teorico sia come membro autorevole dello Studio Alchimia. Il suo approccio al design si caratterizzava per un forte interesse nella commistione tra culture e forme espressive diverse. Scrisse numerosi articoli e libri sul design, e insegnò presso l’Università degli Studi di Milano. Partecipò spesso come membro di giuria in concorsi internazionali di architettura e design per giovani talenti. Mendini cercò di reintrodurre nel design quei “valori” e quelle “sensibilità” umane che erano stati oscurati dal funzionalismo e dal consumismo, come accadeva nel Rinascimento. Lavorò quindi per numerose aziende quali Alessi (creando tra l'altro il cavatappi Alessandro M), Venini, Bisazza, Cartier, Hermès, Vacheron Constantin, Supreme NYC, Swatch, Swarovski, Tucano, Gufram, Philips, Louis Vuitton e Roche Bobois.
Molto conosciuti sono anche i suoi mobili, tra i quali la collezione Museum Market del 1993 e la poltrona Proust, esposta in diverse collezioni permanenti quali la Triennale Design Museum e il Museo delle arti di Catanzaro.
Diresse molte riviste di architettura tra le quali Domus, Casabella e Modo da lui stesso fondata.
Nel 1982 fu tra i fondatori della Domus Academy, una scuola post-laurea privata di design con sede a Milano.
Nell'anno 1989 fondò insieme al fratello Francesco l'Atelier Mendini.
Svolse più volte il ruolo di consulente per l'urbanistica di alcune amministrazioni locali in Corea del Sud e in Italia assieme a Franco Summa.
Collaborò con l'azienda Samsung allo scopo di creare alcune watchfaces per il loro smartwatch di punta: il Gear S2.

## Riconoscimenti
Alessandro Mendini ha ricevuto numerosi riconoscimenti internazionali, tra cui il premio del design industriale italiano Compasso d'Oro nel 1979; nel 1981 insieme allo Studio Alchimia e nel 2014 per il lavoro della sua vita.
Il suo lavoro fu oggetto di esposizioni museali, citate in articoli e saggi. Per il valore della sua opera venne nominato Chevalier des Arts et des Lettres in Francia. Ricevette l'onorificenza dell'Architectural League di New York, la laurea honoris causa al Politecnico di Milano e l'European Prize for Architecture Awards nel 2014.
Il 2 novembre 2022 il suo nome è stato iscritto tra i cittadini illustri del Famedio di Milano  al Cimitero Monumentale.
Nel 2024, dal 13 aprile al 10 novembre, la Triennale di Milano con la Fondation Cartier pour l’art contemporain gli ha dedicato una vasta mostra retrospettiva con oltre quattrocento opere in esposizione, dal titolo Io sono un drago ispirato ad uno dei suoi più celebri autoritratti.  

## Architettura

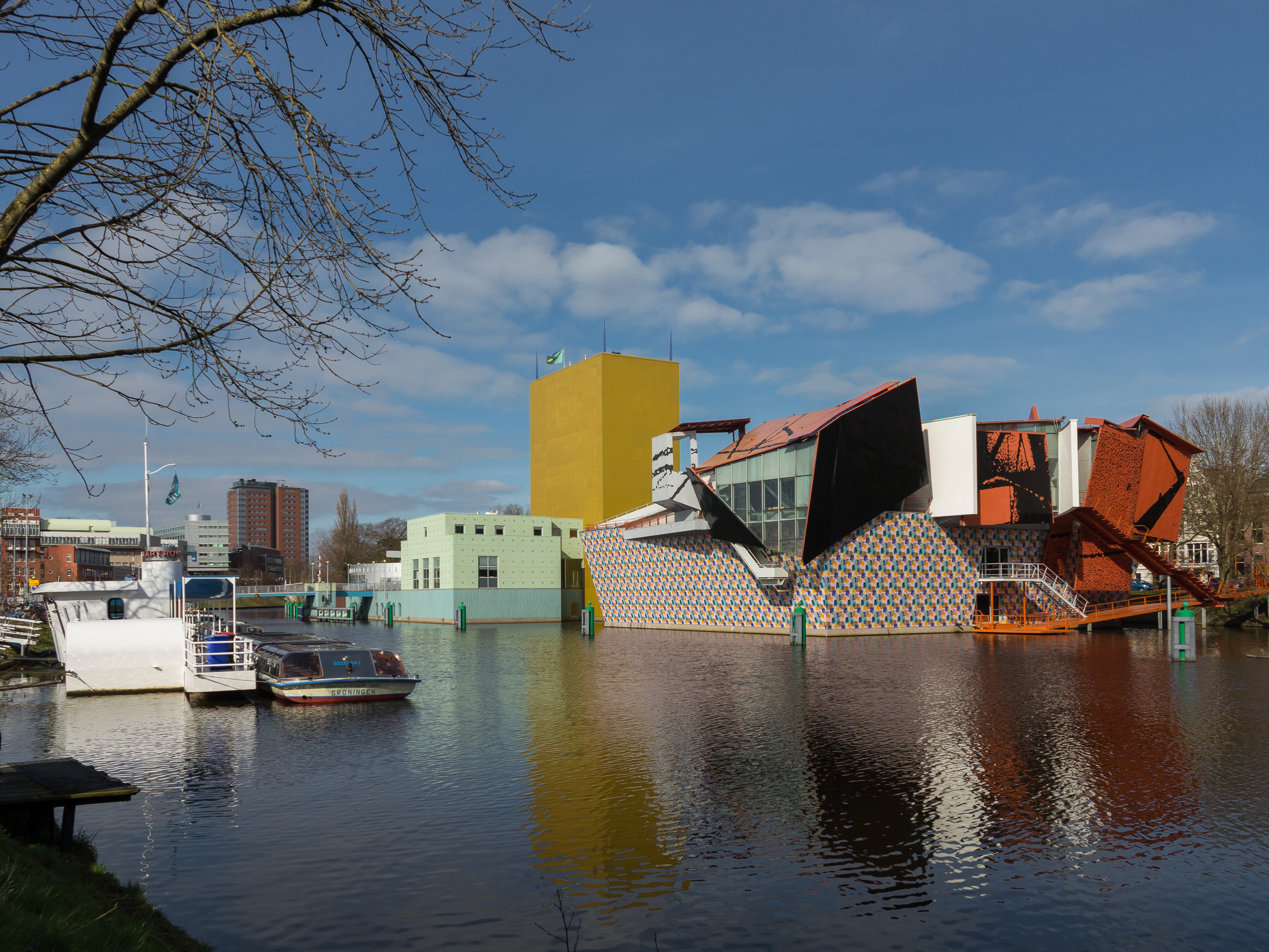
Groninger Museum 1989

Progettò e realizzò numerosissimi edifici pubblici sia in Italia che in vari paesi del mondo. Delle sue opere si ricordano tra le altre:
- la Torre dell'Orologio a Gibellina
- il Groninger Museum nei Paesi Bassi[22]
- la Torre del Paradiso a Hiroshima (Giappone)
- il Museo della Ceramica a Incheon, Corea[12][23][24]
- sede coreana della Triennale di Milano, Incheon, Corea[12]
- la nuova piscina olimpionica a Trieste
- le stazioni Salvator Rosa, Università e Materdei della metropolitana di Napoli[25][26]
- il Teatro Comunale Pietro Aretino di Arezzo

## Design industriale

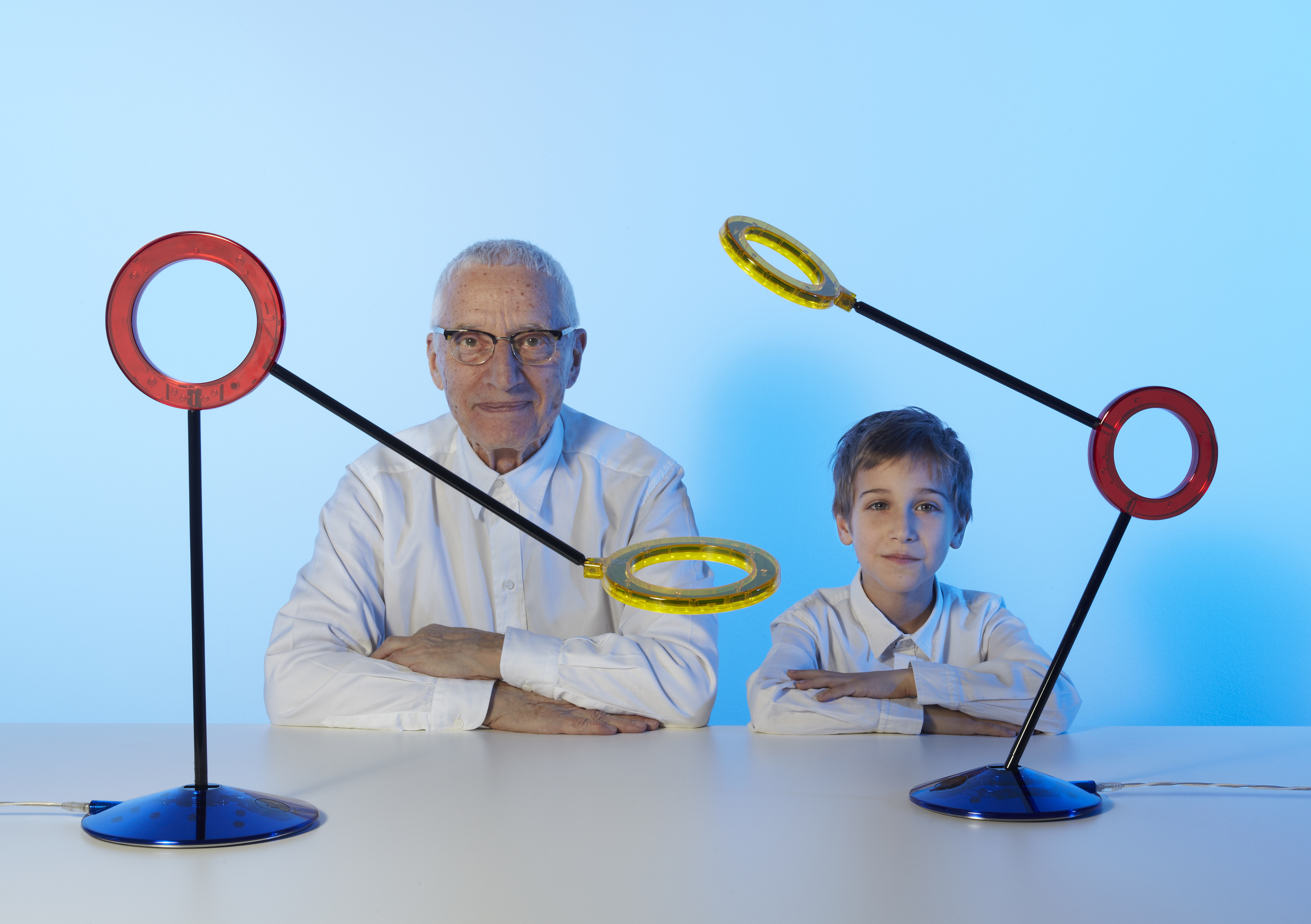
RAMUN Amuleto 2010

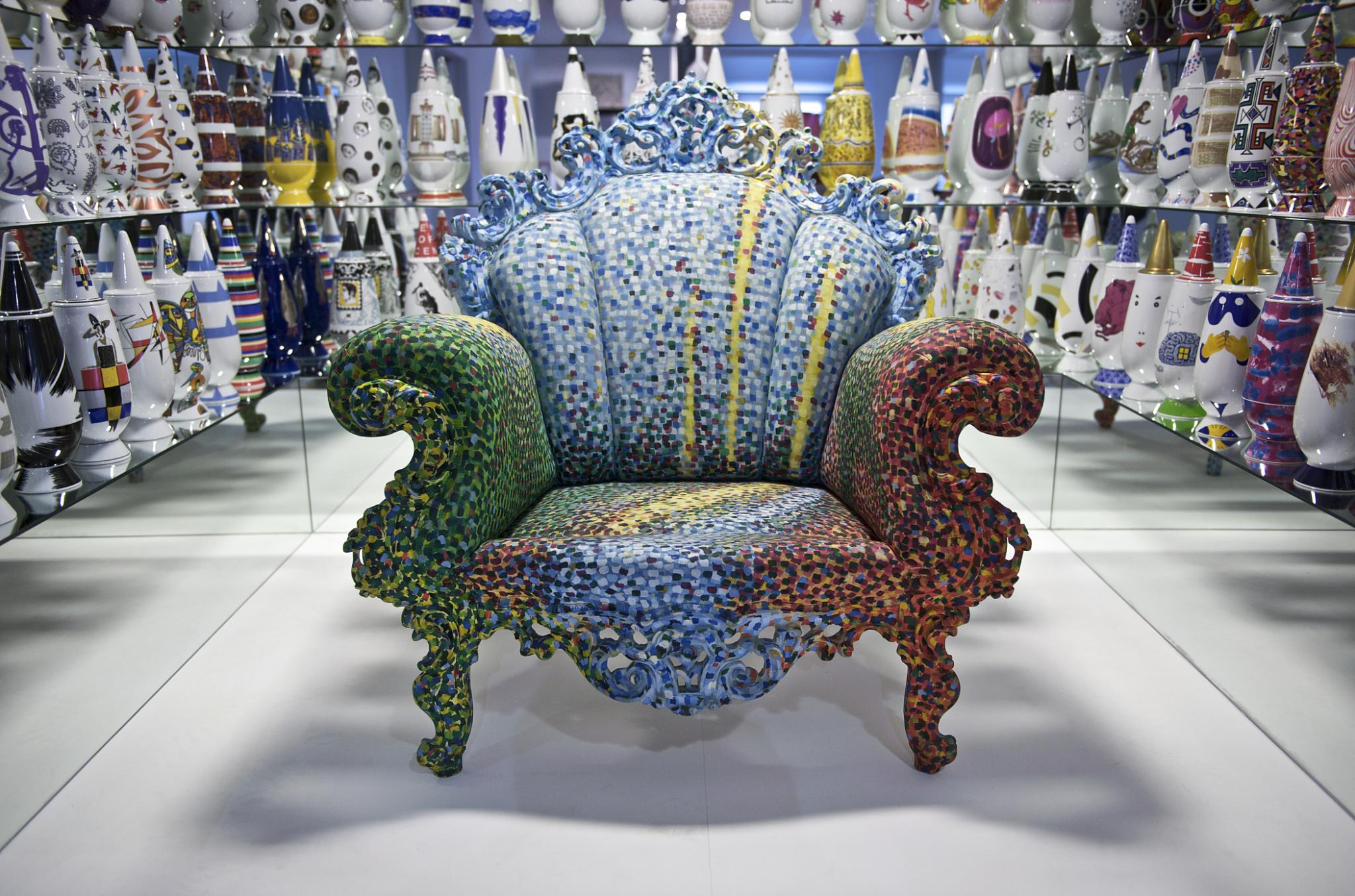
Proust Chair 1978

Realizzò famosi arredi nel settore del design industriale, tra i quali:
- Un altro esempio emblematico è la sedia Lassù (1974), collocata sopra una piramide e concepita come oggetto domestico rituale. Mendini ne bruciò simbolicamente una versione, fotografata per la copertina della rivista Casabella nel 1975.
- la Poltrona di Proust[27] per Alchimia Edizioni (1978)
- la maniglia Tebe per Olivari (1992)
- il cavatappi Anna G per Alessi (1994) (ispirato dal volto e dalla silhouette dell'amica designer Anna Gili)
- la maniglia Aurora per Olivari (1994)
- il cavatappi Alessandro M per Alessi (2003)
- la maniglia Venere per Olivari (2003)
- la maniglia Time per Olivari (2004)
- la maniglia Space per Olivari (2004)
- la lampada Amuleto per Ramun (2010[12])
- La lampada Amuleto, disegnata per Ramun nel 2010, si distingue per la sua forma ad anello che valorizza la luce LED e per la struttura minimalista composta da cerchi e linee rette senza molle o cavi visibili. È esposta permanentemente in musei internazionali tra cui la Pinakothek der Moderne di Monaco, il Groninger Museum, il Design Museum Denmark, il DDP a Seul e il Tsinghua University Art Museum in Cina. È stata selezionata tra i 100 oggetti simbolo del design Made in Italy durante gli Italian Design Days del 2019 e ha ricevuto il Good Design Award dal Chicago Athenaeum.
- la poltrona Magis Proust per Magis (2011)

## Eredità o Critica
“Anche se non avete mai sentito parlare di Alessandro Mendini, è probabile che il suo lavoro abbia avuto un impatto sulla vostra vita. Le nostre vite sarebbero diverse senza di lui.”
— Alice Rawsthorn, già direttrice del London Design Museum
“Alessandro Mendini è una delle menti architettoniche più iconiche e rare nella storia dell’arte e dell’architettura... Mendini e le sue opere rimangono uniche, profetiche e originali, con l’impronta inconfondibile di un genio.”
— Christian Narkiewicz-Laine, presidente del Chicago Athenaeum
“Il Groninger Museum di Groningen, nei Paesi Bassi, è stato progettato da Alessandro Mendini e inaugurato nel 1994. La nostra collezione si è arricchita nel tempo con numerose opere del grande artista italiano, tra cui una lampada Amuleto, di cui siamo particolarmente orgogliosi. Questa lampada rappresenta i principi fondamentali del design postmoderno: è funzionale, ma al tempo stesso colorata e giocosa. Come direttore del museo, accendere ogni mattina una lampada Amuleto sulla mia scrivania era il mio primo gesto quotidiano. La sua luce offriva conforto per tutta la giornata. Quando, di recente, sono andato in pensione, la Amuleto è stato il primo oggetto che ho portato con me a casa, dove continua ad accompagnare le mie giornate.”
— Andreas Blühm, Direttore del Groninger Museum